# 高野台 (練馬区)
高野台（たかのだい）は、東京都練馬区の町名。住居表示実施済み。現行行政地名は高野台一丁目から五丁目。

## 地理
練馬区の中央よりやや南西部に位置する。北部を谷原、高松、東部を富士見台、南部を南田中、西部を石神井町と接する。南に西武池袋線練馬高野台駅が所在する。

### 河川
- 石神井川
かつて河道に沿って水田が広がり「谷原たんぼ」と呼ばれていたが、1946年から1950年にかけて耕地整理が行われ次第に畑地化した後、問屋街や住宅街となった[5]。

### 地価
住宅地の地価は、2025年（令和7年）1月1日の公示地価によれば、高野台2-8-1の地点で44万6000円/m2、高野台3-30-10の地点で44万8000円/m2となっている。

## 歴史

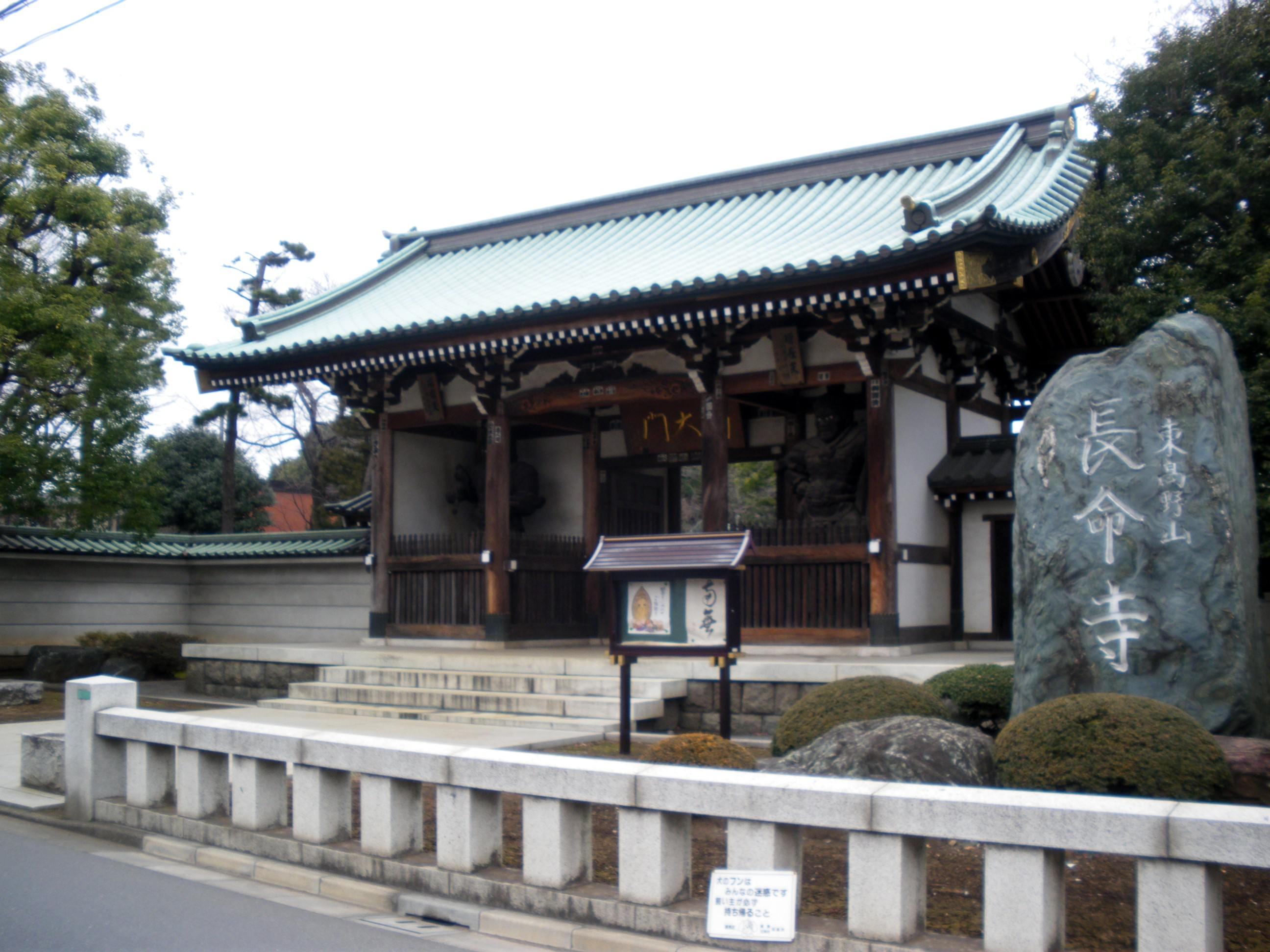
長命寺

旧・武蔵国豊島郡石神井村谷原在家（やわらざいけ）、後の谷原村（やわらむら）。1889年（明治22年）、谷原村は町村制施行により石神井村大字谷原（やわら）となる。1932年（昭和7年）、東京市編入に伴い板橋区石神井谷原町（しゃくじいやわらちょう）一丁目および二丁目となり、1949年（昭和24年）1月1日に冠を外して練馬区谷原町（やわらちょう）一・二丁目となった。
1965年（昭和40年）4月1日に住居表示を施行し、谷原町二丁目の目白通りより南の部分に、南田中町および下石神井二丁目の一部を編入して境界整理を行い、現行の高野台一丁目から五丁目までが成立した。谷原町二丁目の目白通りより北は谷原（やはら）、谷原町一丁目は富士見台となった。

### 町名の由来
高野台三丁目にある谷原山（こくげんさん）妙楽院長命寺の通称の山号「東高野山（ひがしこうやさん）」から、住居表示実施時に命名された。「こうやだい」ではなく「たかのだい」と訓読みにしたのは、足立区に高野町（こうやちょう、現在の西新井の一部）という地名が存在したことによる。住居表示実施時に同一または類似する町名は基本的には付けてはいけないことになっているため、訓読みにして区別したものである。

## 世帯数と人口
2025年（令和7年）4月1日現在（練馬区発表）の世帯数と人口は以下の通りである。
| 丁目         | 世帯数    | 人口     |
| ------------ | --------- | -------- |
| 高野台一丁目 | 1,889世帯 | 3,468人  |
| 高野台二丁目 | 1,678世帯 | 3,343人  |
| 高野台三丁目 | 1,618世帯 | 2,992人  |
| 高野台四丁目 | 1,334世帯 | 2,622人  |
| 高野台五丁目 | 1,551世帯 | 3,248人  |
| 計           | 8,070世帯 | 15,673人 |

### 人口の変遷
国勢調査による人口の推移。
| 年                 | 人口   |
| ------------------ | ------ |
| 1995年（平成7年）  | 10,547 |
| 2000年（平成12年） | 11,722 |
| 2005年（平成17年） | 12,743 |
| 2010年（平成22年） | 14,129 |
| 2015年（平成27年） | 14,644 |
| 2020年（令和2年）  | 15,700 |

### 世帯数の変遷
国勢調査による世帯数の推移。
| 年                 | 世帯数 |
| ------------------ | ------ |
| 1995年（平成7年）  | 4,377  |
| 2000年（平成12年） | 5,033  |
| 2005年（平成17年） | 5,533  |
| 2010年（平成22年） | 6,357  |
| 2015年（平成27年） | 6,471  |
| 2020年（令和2年）  | 7,381  |

## 学区
区立小・中学校に通う場合、学区は以下の通りとなる（2022年7月現在）。
| 丁目         | 番地                                                                              | 小学校                 | 中学校                 |
| ------------ | --------------------------------------------------------------------------------- | ---------------------- | ---------------------- |
| 高野台一丁目 | 1〜5番、7番                                                                       | 練馬区立石神井東小学校 | 練馬区立石神井東中学校 |
| 高野台一丁目 | 6番、8〜23番                                                                      | 練馬区立富士見台小学校 | 練馬区立石神井東中学校 |
| 高野台二丁目 | 全域                                                                              | 練馬区立富士見台小学校 | 練馬区立石神井東中学校 |
| 高野台三丁目 | 全域                                                                              | 練馬区立谷原小学校     | 練馬区立石神井東中学校 |
| 高野台四丁目 | 1〜2番、3番1～11号 4〜9番、10番4～13号 11番5～25号、12〜14番 18番7～19号 19〜30番 | 練馬区立谷原小学校     | 練馬区立石神井東中学校 |
| 高野台四丁目 | その他                                                                            | 練馬区立富士見台小学校 | 練馬区立石神井東中学校 |
| 高野台五丁目 | 全域                                                                              | 練馬区立谷原小学校     | 練馬区立石神井東中学校 |

## 交通

### 鉄道
| 街区内の駅                       | 隣接街区の駅                     |
| -------------------------------- | -------------------------------- |
| 西武池袋線 - 練馬高野台駅(SI 09) | 西武池袋線 - 石神井公園駅(SI 10) |

| バス移動等で利用可能の駅 |
| --- |
| 東武東上線 - 成増駅(TJ 10) 都営大江戸線 - 光が丘駅(E 38) 西武新宿線 - 井荻駅(SS 11) JR中央線 JR中央・総武線各駅停車 東京メトロ丸ノ内線 - 荻窪駅(JC 09)(JB 04)(M 01) |

- エイトライナー ｰｰｰ 同地区を対象とした路線構想

### 道路
- 東京都道8号千代田練馬田無線（目白通り・富士街道）
- 東京都道24号練馬所沢線（目白通り）
- 東京都道443号南田中町旭町線（笹目通り）

## 事業所
2021年（令和3年）現在の経済センサス調査による事業所数と従業員数は以下の通りである。
| 丁目         | 事業所数  | 従業員数 |
| ------------ | --------- | -------- |
| 高野台一丁目 | 131事業所 | 1,680人  |
| 高野台二丁目 | 122事業所 | 2,429人  |
| 高野台三丁目 | 78事業所  | 1,807人  |
| 高野台四丁目 | 46事業所  | 412人    |
| 高野台五丁目 | 51事業所  | 970人    |
| 計           | 428事業所 | 7,298人  |

### 事業者数の変遷
経済センサスによる事業所数の推移。
| 年                 | 事業者数 |
| ------------------ | -------- |
| 2016年（平成28年） | 408      |
| 2021年（令和3年）  | 428      |

### 従業員数の変遷
経済センサスによる従業員数の推移。
| 年                 | 従業員数 |
| ------------------ | -------- |
| 2016年（平成28年） | 6,689    |
| 2021年（令和3年）  | 7,298    |

## 施設

### 一丁目
- Emio練馬高野台
  - ヨークフーズ練馬高野台店
- ピーコックストア高野台店
- 西友高野台店
- 練馬高野台駅前郵便局
- 練馬区立石神井東中学校

### 二丁目
- 練馬区立生涯学習センター分館 - 1967年（昭和42年）8月1日に練馬福祉会館として開設[16]。2003年（平成15年）1月より練馬区立総合教育センターとして利用され、2014年（平成26年）4月より現況。
- 練馬区医師会医療健診センター
- 東京都練馬青果地方卸売市場（東京新宿ベジフル練馬支店） - 1964年（昭和39年）10月29日に豊玉北六丁目より移転開設[5]。それ以前は東京都農事試験場の板橋分場（1938年-1949年）[17]、東京都農業協同組合中央会の原種農場（1954年-1963年）[18]があった。

### 三丁目
- 順天堂大学医学部附属練馬病院
- 慈誠会練馬高野台病院 - 2022年開院予定。元は毎日新聞社員クラブがあり、これを1976年に練馬区立高野台運動場とした[5]が2018年3月で閉鎖された。
- 長命寺 - 真言宗豊山派の寺院。山号は谷原山。通称の山号は東高野山。
- 練馬区立高野台地域集会所

### 五丁目
- 練馬高野台郵便局

## その他

### 日本郵便
- 郵便番号 : 177-0033[3]（集配局 : 石神井郵便局[19]）。